# Рябоштан Іван Данилович
Іва́н Дани́лович Рябошта́н (10 квітня 1918, с. Захарівка Вовчанського району Харківської області — 1 вересня 2008, Черкаси) — український журналіст і письменник. Заслужений журналіст України (2008).

## Життєпис
Народився 10 квітня 1918 року в селі Захарівка Вовчанського району Харківської області в селянській родині.
Ще школярем був редактором стінгазети і дописувачем районної газети.
Під час навчання у Вовчанському педагогічному технікумі написав своє перше оповідання «На краю ночі».
Після закінчення технікуму працював літпрацівником районної газети «Колективіст».
1938 року був призваний до армії, де працював кореспондентом газети «На варті», яку видавав політвідділ залізничних військ, що охороняли найважливіші мости.
Був учасником Другої світової війни, фронтовиком.
Після війни працював у газеті «Соціалістична Харківщина» і друкувався в республіканських газетах.
З часом став власним кореспондентом газети «Правда України» в Одеській та Ізмаїльській областях, згодом — в Миколаєві, а з 1958 року — у Черкаській і Кіровоградській областях.
Друкувався також в газетах «Известия», «Сельская жизнь», «Радянська Україна», «Черкаська правда» та в різних журналах.
Завдяки роботі журналістом спілкувався з такими видатними особистостями як О. Вишня, О. Ковінька, С. Олійник, Г. Донець, О. Гончар. Свої матеріали супроводжував фотознімками власної роботи.
В похилому віці продовжував працювати над циклом гуморесок «Зірки Черкащини сміються».
Пішов з життя в Черкасах 1 вересня 2008 року.

## Визнання
- Кавалер Ордена «Знак Пошани»
- 2008 — Заслужений журналіст України